# Polana nigrolabes
Polana nigrolabes är en insektsart som beskrevs av Delong och Wolda 1978. Polana nigrolabes ingår i släktet Polana och familjen dvärgstritar. Inga underarter finns listade i Catalogue of Life.